# New Deal (Reino Unido)
New Deal foi um programa inglês lançado em outubro de 2009 que abordava o assunto da política e economia do Reino Unido, complementando o tema New Deal.